# Kamala Pujari
Kamala Pujari (Patraput, 1949 – Cuttack, 20 luglio 2024) è stata un'attivista indiana, nota per il suo impegno nella promozione dell'agricoltura biologica e per essere stata insignita del Padma Shri, la quarta più alta onorificenza civile della Repubblica indiana.

## Biografia
Nata nel villaggio di Patraput, a 15 km da Jeypur, nel distretto di Koraput dello stato di Orissa, si impegnò per preservare le risaie locali, contribuendo a conservare centinaia di varietà autoctone di riso. Bussando porta a porta nei villaggi della zona e parlando direttamente con i coltivatori, coinvolse la popolazione locale organizzando gruppi di confronto persuadendoli ad adottare l'agricoltura biologica ed evitare l'uso di fertilizzanti chimici. Raccolse diverse varietà di semi rari e in via di estinzione come risone, curcuma, tili, cumino nero, mahakanta, phula e ghantia

## Onorificenze
Nel 2002 le venne conferito l'Equatore of Initiative Award a Johannesburg e nello stesso anno le venne intitolata l'Università di agricoltura e tecnologia di Orissa a Bhubaneswar. Nel 2004 il governo dell'Odisha la onorò come la migliore contadina dello stato. Fu inoltre insignita del premio nazionale "Krusi Bisarada Samman" a Nuova Delhi.
Ebbe anche l'eccezionale riconoscimento di essere stata la prima donna tribale ad essere inclusa nell'elenco dei membri del Consiglio di pianificazione statale dell'Orissa: nel marzo 2018 fu nominata membro di tale consiglio, che elabora un piano quinquennale per lo stato oltre a fornire linee guida politiche a breve e lungo termine.